# マウヌス・コート
マウヌス・コート（マウヌス・コート・ニルスン）（Magnus Cort Nielsen、1993年1月16日 - ）は、デンマーク、ボーンホルム島出身の自転車競技（ロードレース）選手。マグナス・コルトとも表記される。

## 経歴
2012年、Forsinkring - Himmerlandにてプロキャリアスタート。
2013年、クルトエナジー・プロサイクリングへ移籍。
2014年、シーズン末にオリカ・グリーンエッジへ訓練生として移籍。
2016年、ブエルタ・ア・エスパーニャ第18ステージにて、集団スプリントを制し、自身初のワールドツアー、グランツールでの勝利を飾り、最終日となる第21ステージでは集団スプリントを制して2度目の勝利を飾った。
2018年、アスタナ・プロチームに移籍。
2020年、EFプロサイクリングに移籍。

## 主な戦績

### 2011年
- クルス・ド・ラ・ペ・ジュニオール　総合優勝、区間2勝（第4,5ステージ）

### 2013年
- ロンド・ファン・フラーンデレン・エスポワール　3位
- ヒマーランド・ルント　3位
- テュリンゲン・ルントファールト　山岳賞、区間優勝（第6ステージ）
- ツアー・オブ・デンマーク　区間2勝（第1,4ステージ）

### 2014年
- イストリアン・スプリング・トロフィー　総合優勝、区間2勝（第1,2ステージ）
- ヒマーランド・ルント　優勝
- デスティネイション・サイ　優勝
- リンゲリーケ・グランプリ　優勝
- ツール・デ・フィヨルド　総合2位、ヤングライダー賞、区間優勝（第3ステージ）
- ロンド・ド・ロワーズ　総合優勝、ポイント賞、ヤングライダー賞、区間2勝（第3,4ステージ）
- ツアー・オブ・デンマーク　区間優勝（第1ステージ）

### 2016年
- ツアー・オブ・デンマーク　総合2位、区間優勝（第2ステージ）
- ブエルタ・ア・エスパーニャ　区間2勝（第18,21ステージ）

### 2017年
- ボルタ・ア・ヴァレンシアナ　区間優勝（第3ステージ）
- クラシカ・デ・アルメリア　優勝

### 2018年
- ドバイ・ツアー　総合2位、新人賞
- ツアー・オブ・オマーン　区間優勝（第4ステージ）
- ツール・ド・ヨークシャー　区間優勝（第2ステージ）
- ツール・ド・フランス　区間優勝（第15ステージ）
- ビンクバンク・ツアー　区間優勝（第5ステージ）

### 2019年
- パリ〜ニース　区間優勝（第4ステージ）

### 2020年
- エトワール・ド・ベセージュ  ポイント賞（第2ステージ優勝）
- ブエルタ・ア・エスパーニャ 区間優勝（第16ステージ）

### 2021年
- パリ〜ニース　区間優勝（第8ステージ）
- ルート・ドクシタニー　区間優勝（第4ステージ）
- ブエルタ・ア・エスパーニャ  総合敢闘賞、区間3勝（第6,12,19ステージ）

### 2022年
- グラン・カミーニョ（英語版） 区間優勝（第1ステージ）
- ツール・ド・フランス 区間優勝（第10ステージ）

### 2023年
- ヴォルタ・アン・アルガルヴェ  ポイント賞（第2、3ステージ優勝）
- ジロ・デ・イタリア 区間優勝（第10ステージ）

### 2024年
- クリテリウム・デュ・ドーフィネ 区間優勝（第2ステージ）
- アークティック・レース・オブ・ノルウェー  総合優勝、 ポイント賞（第4ステージ優勝）
- デンマーク・ルント 区間優勝（第2ステージ）
- ヴェネト・クラシック（英語版） 優勝

### 2025年
- グラン・カミーニョ（英語版）  ポイント賞（第1、2、5ステージ優勝）